# Шуба (посёлок)
Шуба — посёлок при станции в Тулунском районе Иркутской области России. Входит в состав Шерагульского муниципального образования.

## География
Находится примерно в 25 км к юго-востоку от районного центра.

## Происхождение названия
Проезжающие в сторону Иркутска по ВСЖД часто употребляют народное шуточное выражение Нюра, покупай шубу, скоро зима, «объясняющее» названия станций Нюра, Шуба и Зима.
На самом деле топоним, вероятно, имеет самодийские корни.
По мнению Матвея Мельхеева, ба в данном топониме является русским искажением самодийского би, бу, что означает вода.
По предположению Геннадия Бутакова, это название переводится с самодийских языков как осина.

## Население
| 2002 | 2010 | 2011 | 2012 |
| ---- | ---- | ---- | ---- |
| 883  | ↘740 | ↘738 | →738 |

Гендерный состав
По данным Всероссийской переписи, в 2010 году в посёлке при станции проживало 740 человек (353 мужчины и 387 женщин).